# Wentworth-Nord et Brant
Pour les articles homonymes, voir Wentworth et Brant.
Circonscription électorale fédérale du Canada
Wentworth-Nord et Brant est une circonscription électorale fédérale de l'Ontario, représentée de 1892 à 1904.
La circonscription de Wentworth-Nord et Brant est créée en 1892 à partir des circonscriptions de Wentworth-Nord et de Brant-Nord. Abolie en 1903, elle est redistribuée parmi Brant et Wentworth. 

## Géographie
En 1892, la circonscription de Wentworth-Nord et Brant comprenait:
- Les cantons d'Ancaster, Blenheim, Brandford-Est, Dumfries-Sud et Beverley

## Députés
| Législature                                                   | Années    | Député           | Député           | Parti   |
| ------------------------------------------------------------- | --------- | ---------------- | ---------------- | ------- |
| Wentworth-Nord et Brant issue de Wentworth-Nord et Brant-Nord |           |                  |                  |         |
| 8e                                                            | 1896–1900 |                  | James Somerville | Libéral |
| 9e                                                            | 1900–1904 | William Paterson |                  | Libéral |
| Redistribuée parmi Brant et Wentworth                         |           |                  |                  |         |